# Antisymmetrische matrix
Een antisymmetrische matrix of scheef-symmetrische matrix is een matrix waarvan de getransponeerde gelijk is aan zijn tegengestelde. Het begrip wordt vooral gebruikt in de lineaire algebra, maar heeft ook veralgemeningen, zoals de notie van antisymmetrische tensor.

## Definitie en eigenschappen
Een matrix A is dus antisymmetrisch indien zijn getransponeerde gelijk is aan zijn tegengestelde:
{\displaystyle A^{T}=-A\,}
Dit wil zeggen dat voor de componenten {\displaystyle (a_{ij})\,} van de matrix geldt dat:
{\displaystyle a_{ij}=-a_{ji}\,} voor alle {\displaystyle i\,} en {\displaystyle j\,}
De volgende matrix is een voorbeeld van een antisymmetrische matrix:
{\displaystyle {\begin{bmatrix}0&2&-1\\-2&0&-4\\1&4&0\end{bmatrix}}}
Men kan nagaan dat de som van twee antisymmetrische matrices ook antisymmetrisch is, en ook het nemen van een scalair veelvoud behoudt deze eigenschap. Ook moeten de diagonaalelementen van een antisymmetrische matrix steeds nul zijn. Bijgevolg is het spoor van een antisymmetrische matrix steeds nul.

## Verwante begrippen
De bovenstaande definitie is erg gelijkaardig aan deze van een symmetrische matrix (bijvoorbeeld de eenheidsmatrix). Voor deze laatste geldt immers dat
{\displaystyle A^{T}=A\,}
Ook verwant is een orthogonale matrix, waarvan de getransponeerde ook zijn inverse is:
{\displaystyle A^{T}=A^{-1}\,}

## Kwantummechanica
In de kwantummechanica is het begrip antisymmetrische golffunctie van primordiaal belang: het duidt op een matrixvoorstelling van een golffunctie waarbij men rekening houdt met het feit dat elektronen ononderscheidbaar zijn en dat zij dus in een niet vooraf bepaalde orbitaal kunnen voorkomen. Elektron 1 kan bijvoorbeeld in orbitaal 1 gelokaliseerd zijn, maar evengoed in orbitaal 13. Een voorstelling in determinantvorm van een antisymmetrische golffunctie wordt een Slaterdeterminant genoemd.